# Апокринные потовые железы
Апокринная потовая железа (/ˈæpəkrən, -ˌkraɪn, -ˌkriːn/; от греческого apo 'прочь' и krinein 'отделять') состоит из свернутой секреторной части, расположенной на стыке дермы и подкожно-жировой клетчатки, из которой прямая часть вставляется и выделяется в подкожную часть волосяного фолликула. У людей апокринные потовые железы встречаются только в определённых местах тела: подмышечные впадины, ареолы и соски молочной железы, ушной канал, веки, крылья ноздрей, область промежности и некоторые части наружных половых органов. Модифицированные апокринные железы включают ресничные железы в веках; серные железы, которые вырабатывают ушную серу; и молочные железы, которые вырабатывают молоко. Остальная часть тела покрыта эккринными потовыми железами.
Однако у большинства млекопитающих, не являющихся приматами, апокринные потовые железы расположены на большей части тела. У домашних животных, таких как собаки и кошки, апокринные железы находятся в каждом волосяном фолликуле и даже в мочевыделительной системе, но эккринные железы находятся только в подушечках лап и морде. Их апокринные железы, как и у людей, выделяют маслянистый непрозрачный секрет без запаха, который приобретает характерный запах при бактериальном разложении. Эккринные железы на лапах увеличивают трение и предотвращают скольжение при бегстве от опасности.

## Строение
Апокринная железа состоит из клубочка секреторных канальцев и выводного протока, который открывается в волосяной фолликул; иногда выводной проток выходит на поверхность кожи рядом с волосами. Железа большая и губчатая, расположена в подкожно-жировой клетчатке глубоко в дерме, и имеет большую общую структуру и диаметр просвета, чем эккринная потовая железа. Секреторные канальцы апокринных желез однослойные, но, в отличие от эккринных секреторных канальцев, содержат только один тип протоковых эпителиальных клеток, различаются по диаметру в зависимости от их расположения, а иногда разветвляются на несколько протоков. Канальцы окутаны миоэпителиальными клетками, которые более развиты, чем в их эккринных железах.

## Потоотделение
У копытных и сумчатых животных апокринные железы действуют как основной терморегулятор, выделяя водянистый пот. Однако у большинства млекопитающих апокринные потовые железы выделяют маслянистое (и в конечном итоге вонючее) соединение, которое действует как феромон, территориальный маркер и предупреждающий сигнал. Будучи чувствительными к адреналину, апокринные потовые железы участвуют в эмоциональном потоотделении у людей (вызванном беспокойством, стрессом, страхом, сексуальной стимуляцией и болью).
У пятимесячного человеческого плода апокринные железы распределены по всему телу; через несколько недель они существуют только в ограниченных областях, включая подмышки и наружные половые органы. Они неактивны, пока не стимулируются гормональными изменениями в период полового созревания.

### Механизм
Апокринная железа выделяет маслянистую жидкость с белками и липидами, которая не имеет запаха до микробной активности. Она появляется на поверхности кожи в смеси с кожным салом, поскольку сальные железы открываются в тот же волосяной фолликул. В отличие от эккринных потовых желез, которые выделяют непрерывно, апокринные железы выделяют периодическими рывками.
Первоначально считалось, что апокринные потовые железы используют только апокринную секрецию: пузырьки отделяются от секреторных клеток, затем разлагаются в секреторном просвете, выделяя свой продукт. Более поздние исследования также показали, что имеет место мерокринная секреция.
Миоэпителиальные клетки образуют гладкую мышечную оболочку вокруг секреторных клеток; когда мышцы сокращаются, они сдавливают секреторные протоки и выталкивают скопившуюся жидкость в волосяной фолликул. Пот и кожное сало смешиваются в волосяном фолликуле и поступают смешанными на поверхность эпидермиса. Апокринный пот мутный, вязкий, изначально без запаха и имеет рН 6-7,5. Она содержит воду, белок, отходы углеводного обмена и NaCl. Свой характерный запах пот приобретает только после разложения бактериями, которые выделяют летучие молекулы запаха. Большее количество бактерий (особенно коринебактерий) приводит к усилению запаха. Наличие подмышечных волос также делает запах ещё более резким, поскольку на волосках скапливаются выделения, мусор, кератин и бактерии.

## Распространение
У млекопитающих, не являющихся приматами, апокринные потовые железы обычно располагаются на большей части их тела. Лошади используют их в качестве устройства терморегуляции, поскольку они регулируются адреналином и более широко распространены у лошадей, чем в других группах. Скунсы, с другой стороны, используют железы для выделения секрета, который действует как мощный защитный механизм.
«Подмышечные органы», ограниченные участки с равным количеством апокринных и эккринных потовых желез, существуют только у людей, горилл и шимпанзе. У людей апокринные железы в этой области наиболее развиты (с наиболее сложными клубочками). У мужчин больше апокринных потовых желез, чем у женщин, во всех подмышечных областях.
В настоящее время нет доказательств того, что какие-либо потовые железы существенно различаются в зависимости от расовой группы, при этом в большинстве исследований утверждается, что вариации подвержены методологическим недостаткам.